# Cantonul Lannoy
Cantonul Lannoy este un canton din arondismentul Rijsel, departamentul Nord, regiunea Nord-Pas-de-Calais, Franța.

## Comune
- Anstaing
- Baisieux
- Chéreng
- Forest-sur-Marque
- Gruson
- Hem (Ham)
- Lannoy (Lanno) (reședință)
- Leers
- Lys-lez-Lannoy
- Sailly-lez-Lannoy (Zelleken)
- Toufflers (Toflaar)
- Tressin
- Willems (Willem)